# ТЕС Джидда 3
21°25′58″ пн. ш. 39°12′15″ сх. д. / 21.43278° пн. ш. 39.20417° сх. д.
ТЕС Джидда 3 — теплова електростанція на західному узбережжі Саудівської Аравії.
Електростанція Джедда 3 наразі нараховує три черги, які всі використовують газові турбіни, встановлені на роботу у відкритому циклі:
- в 1976-му ввели в дію 11 турбін потужністю по 44,6 МВт;
- з 1980 по 1984 роки стали до ладу 16 турбін потужністю по 51,7 МВт;
- в 2005-му майданчик підсили 8 турбінами з показниками по 60 МВт.
Таким чином, станом на середину 2000-х загальна потужність ТЕС досягнула 1798 МВт.
Всі черги станції наразі використовують нафту чи нафтопродукти.